# Langwieder Heide

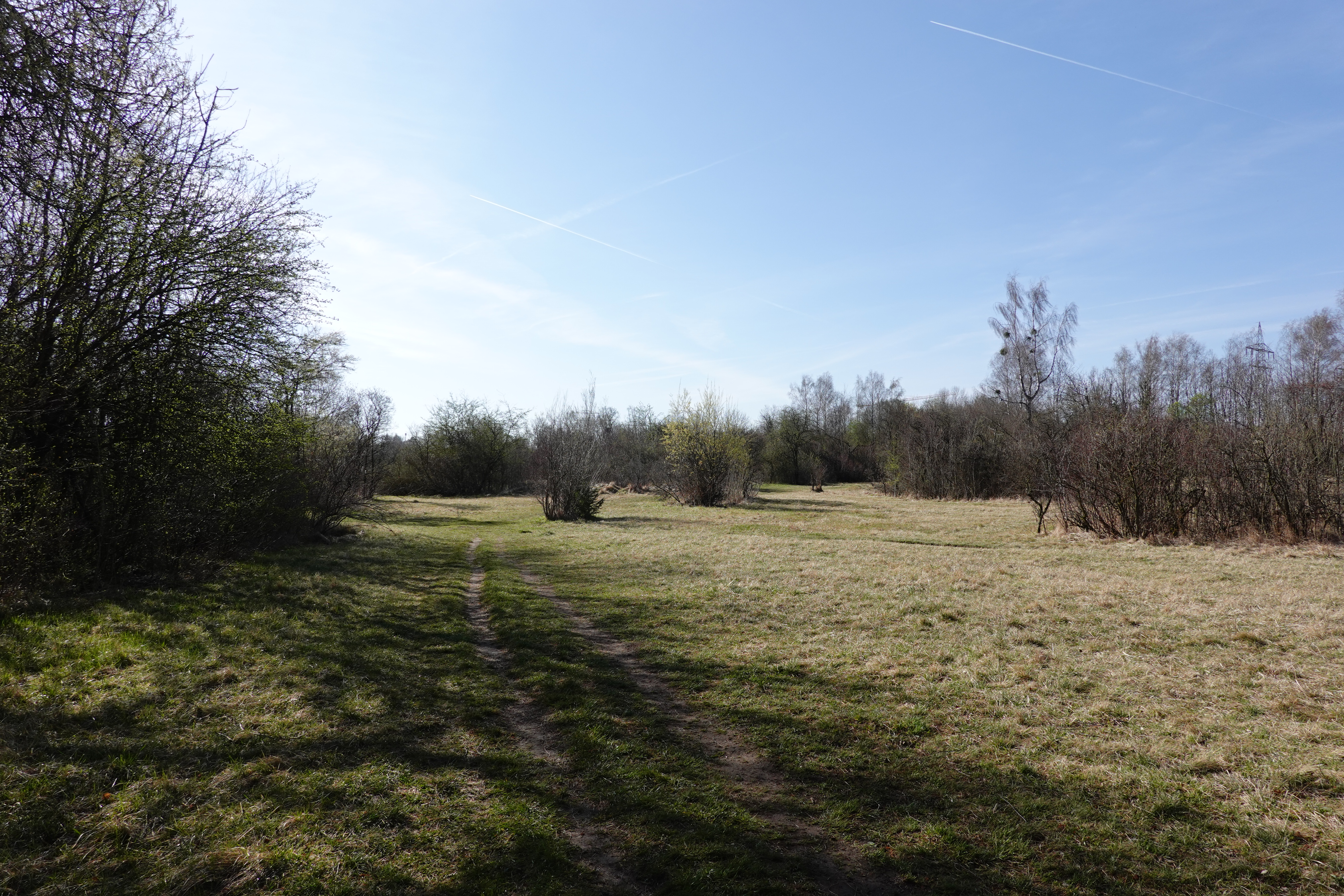

Die Langwieder Heide oder auch Langwieder Haide ist ein 27,36 Hektar großflächiges Kalkmagerrasengebiet im Stadtbezirk 22 Aubing-Lochhausen-Langwied. Es zählt zu den faunistisch und floristisch wertvollsten Münchner Magerrasen.

## Beschreibung
Die Langwieder Heide ist seit 1995 als geschützter Landschaftsbestandteil ausgewiesen.
Auf ihr wachsen u. a. Fransenenzian, Silberdistel und Kugelblumen. Auf ihr leben geschützte Tierarten wie Zauneidechse, Sechsfleck-Widderchen, Dorngrasmücke und Neuntöter. Seit 2002 wird die Haide vom Landesbund für Vogelschutz gepflegt. Auf dem Gebiet liegt der ca. 130 Meter längliche Langwieder Haide Teich.
Die Langwieder Heide zählt zum Münchner Grüngürtel.